# Иванов, Соломон Матвеевич
Соломон Матвеевич Иванов (1912, улус Ей, Иркутская губерния — 1964, Москва) — советский и бурятский политик, председатель Совета Народных Комиссаров/Совета Министров Бурят-Монгольской АССР (1937—1948 и 1950—1951).

## Биография
С 1928 по 1931 год учился в Аларской семилетней школе. В 1928 году вступил в комсомол.
В 1931—1932 годах — слушатель курсов при Бурят-Монгольском педагогическом техникуме, с 1932 года член ВКП(б).
В 1932—1933 годах — секретарь комитета комсомола в совхозе Еравнинского аймака, в 1933—1934 году — начальник культурно-пропагандистского отдела комитета комсомола Улан-Удэнского ПВЗ. В 1934—1936 годах — партийный организатор ВКП(б) совхоза Улан-Удэнского ПВЗ, с 1936 по май 1937 года — преподаватель и партийный организатор ВКП(б) вагоно-сборного цеха ПВЗ в Улан-Удэ, с мая по ноябрь 1937 года — заместитель секретаря парткома ВКП(б) Улан-Удэнского ПВЗ.
С 5 ноября 1937 года по 27 декабря 1948 года — председатель Совета Народных Комиссаров БМАССР, в 1948—1950 годах — слушатель курсов при ЦК ВКП(б).
С 13 января 1950 года по 17 марта 1951 года — вновь председатель Совета Министров Бурят-Монгольской АССР.

## Награды
- Орден Ленина
- Орден Трудового Красного Знамени (29.02.1940) — «за выдающиеся успехи в сельском хозяйстве, в особенности за перевыполнение планов по животноводству»
- Орден «Знак Почёта»